# Topografía

Mapa topográfico de Irán.

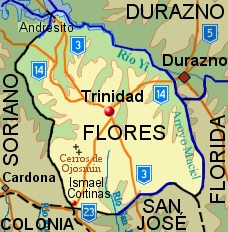
Mapa topográfico del departamento de Flores, en Uruguay.

La topografía (del griego τόπος tópos 'lugar' y γραφία grafía 'descripción') es la ciencia que estudia el conjunto de principios y procedimientos que tienen por objeto la representación gráfica de la Tierra, con sus formas y detalles; tanto naturales como artificiales; (véase planimetría y altimetría). Esta representación tiene lugar sobre superficies planas, limitándose a pequeñas extensiones de terreno, utilizando la denominación de «geodesia» para áreas mayores. De manera muy simple, puede decirse que para un topógrafo la Tierra es plana (geométricamente), mientras que para la geodesia no lo es.
Para eso se utiliza un sistema de coordenadas tridimensional, siendo la x y la y competencia de la planimetría, y la z de la altimetría.
Los mapas topográficos utilizan el sistema de representación de planos acotados, mostrando la elevación del terreno utilizando líneas que conectan los puntos con la misma cota respecto de un plano de referencia, denominadas curvas de nivel, en cuyo caso se dice que el mapa es hipsográfico. Dicho plano de referencia puede ser el nivel del mar, y en caso de serlo se hablará de altitudes en lugar de cotas.

## Campo de acción
La topografía es esencial en varios campos; por ejemplo:
- Agrimensura
- Arqueología
- Arquitectura
- Geografía
- Geología
- Ingeniería de minas
- Ingeniería geológica
- Ingeniería geográfica
- Ingeniería catastral y geodesia
- Ingeniería forestal
- Ingeniería agrícola
- Ingeniería civil
- Ingeniería mecatrónica
- Ingeniería sanitaria
- Minería
- Sistemas de Información Geográfica
- Batimetría
- Oceanografía
- Cartografía
- Red de saneamiento
- Diseño de vías
- Túneles
- Ingeniería petrolera
- Ingeniería ambiental
- Ingeniería en transporte y vías de comunicación
- Ingeniería pesquera
- Agronomía
- Espeleología
- Ingeniería geomática

## Trabajos topográficos
La topografía es una ciencia geométrica aplicada a la descripción de la realidad física inmóvil circundante. Es plasmar en un plano topográfico la realidad vista en campo, en el ámbito rural o natural, de la superficie terrestre; en el ámbito urbano, es la descripción de los hechos existentes en un lugar determinado: muros, edificios, calles, entre otros.
Se puede dividir el trabajo topográfico como dos actividades congruentes: llevar «el terreno al gabinete» (mediante la medición de puntos o levantamiento, su archivo en el instrumental electrónico y luego su edición en el ordenador) y llevar «el gabinete al terreno» (mediante el replanteo por el camino inverso, desde un proyecto en la computadora a la ubicación del mismo mediante puntos sobre el terreno). Los puntos relevados o replanteados tienen un valor tridimensional; es decir, se determina la ubicación de cada punto en el plano horizontal (de dos dimensiones, norte y este) y en altura (tercera dimensión).
La topografía no solo se limita a realizar los levantamientos de campo en terreno sino que posee componentes de edición y redacción cartográfica, para que al confeccionar un plano se pueda entender el fonema representado a través del empleo de símbolos convencionales y estándares, previamente normados para la representación de los objetos naturales y antrópicos en los mapas o cartas topográficas. También se emplea en la ingeniería minera.

## Obras civiles: edificios, puentes, carreteras, etc.
La tarea del ingeniero topógrafo es previa y/o durante un proyecto: un arquitecto o ingeniero debe contar con un buen levantamiento plano-milimétrico o tridimensional previo del terreno y de «hechos existentes» (elementos inmóviles y fijos al suelo) ya sea que la obra se construya en el ámbito rural o urbano.
Realizado el proyecto basándose en este levantamiento, el ingeniero topógrafo se encarga del «replanteo» del mismo: ubica los límites de la obra, los ejes desde los cuales se miden los elementos (muros, pilares...); establece los niveles o la altura de referencia. 
Durante la obra, en cualquier momento, el jefe de obra puede solicitar un «estado de obra» (un levantamiento en situación para verificar si se está construyendo dentro de la precisión establecida por los pliegos de condiciones) al ingeniero topógrafo. La precisión de una obra varía: no es lo mismo una central nuclear que la ubicación del eje de un canal de riego, por ejemplo.

## Mediciones
- En agrimensura se utilizan elementos como la cinta de medir, podómetro, escuadra de agrimensor, o incluso el número de pasos de un punto a otro.
- En topografía clásica, para dar coordenadas de un punto, no se utiliza directamente un sistema cartesiano tridimensional, sino que se utiliza un sistema de coordenadas esféricas o polares que posteriormente nos permite obtener coordenadas cartesianas. Para ello necesitamos conocer dos ángulos y una distancia.
- La tecnología Lidar aerotransportada, proporciona mediciones extremadamente precisas del terreno al generar una nube de puntos detallada, ideal para proyectos que requieren un alto nivel de detalle topográfico, como la planificación urbana y la gestión de recursos naturales.[2]

Distinguimos dos tipos de medición:
- La directa: que basta con comparar la distancia a medir con la unidad de medida,(una cinta métrica encima de una mesa, por ejemplo)
- La indirecta: en la que necesitaremos una fórmula para obtener la medición.

Existen diversos instrumentos que pueden medir ángulos, como la estación total. Para la medida de distancias tenemos dos métodos: distancias estadimétricas o distanciometría electrónica, siendo más precisa la segunda. Para el primer caso utilizaremos un taquímetro y para el segundo la estación total. Normalmente se combina el uso de GPS con la estación total.
Es obligatorio trabajar en el Sistema Geodésico de Referencia adecuado, actualmente el ETRS89 en la Península y Baleares y REGCAN95 en las Islas Canarias. El Elipsoide referente será el GRS80 y la Proyección Cartográfica correspondiente es la UTM.

## Toma de datos
Actualmente el método más utilizado para la toma de datos se basa en el empleo de una estación total, con la cual se pueden medir ángulos horizontales, ángulos verticales y distancias. Conociendo las coordenadas del lugar donde se ha colocado la Estación es posible determinar las coordenadas tridimensionales de todos los puntos que se midan.
Procesando posteriormente las coordenadas de los datos tomados es posible dibujar y representar gráficamente los detalles del terreno considerados. Con las coordenadas de dos puntos se hace posible además calcular las distancias o el desnivel entre los mismos puntos aunque no se hubiese estacionado en ninguno.
Se considera en topografía como el proceso inverso al replanteo, pues mediante la toma de datos se dibuja en planos los detalles del terreno actual. Este método está siendo sustituido por el uso de GPS, aunque siempre estará presente pues no siempre se tiene cobertura en el receptor GPS por diversos factores (ejemplo: dentro de un túnel). El uso del GPS reduce considerablemente el trabajo, pudiéndose conseguir precisiones buenas de 2 a 3 cm si se trabaja de forma cinemática y de incluso 2 mm de forma estática.[cita requerida] Los datos de altimetría o z levantados por la estación no son ni deben tomarse como definitivos hasta comprobarlos por una nivelación diferencial.

## Replanteo
El replanteo es el proceso inverso a la toma de datos, y consiste en plasmar en el terreno detalles representados en planos, como por ejemplo el lugar donde colocar ejes de cimentaciones, anteriormente dibujados en planos. El replanteo, al igual que la alineación, es parte importante en la topografía. Ambos son un paso previo fundamental para poder proceder a la realización de la obra.

### Ejes del replanteo
Los ejes que se necesitan para realizar el replanteo son:
- Eje horizontal
- Eje vertical
- Eje de cotas
- Eje de rotación

## Historia de la topografía
Actualmente se desconoce el origen exacto de la topografía. Se cree que los primeros trabajos topográficos se hicieron en Egipto, ya que existen representaciones en muros y tablillas. En 1400 a. C. Heródoto dice a Seostris, que divida las tierras de Egipto en predios para cobrar impuestos, creando puestos de funcionariado llamado “tendedores de cuerda” que se dedican a medir. 
En Egipto, en cada tierra de labor, se destinaba una parte al faraón que se marcaba mediante una linde. Con las crecidas del Nilo estas lindes se borraban, por lo que cada año se volvían a marcar la cantidad exacta que le correspondía al Faraón. De esta tarea se encargaban los agrimensores del faraón. Las instrucciones de Amenempe, a finales de la dinastía XIX (siglo XII a. C.) según transcribe el escriba, enumera los acometidos del agrimensor jefe «el supervisor de los granos que controla la medida, quien fija las cuotas de la cosecha para su señor, quien registra las islas de tierra nueva, en el gran nombre de Su Majestad, quien registra las marcas en los límites de los campos, quien actúa para el rey en su enumeración de los impuestos, quien hace el registro de tierra de Egipto».
Otros autores marcan como el principio de la topografía a Tales de Mileto y Anaximandro, que son los que realizan las primeras cartas geográficas.
Como señala el ingeniero geógrafo francés P. Merlín «la topografía nace al mismo tiempo que la propiedad privada».
La topografía, como ciencia, ha ido mejorando en función de la evolución tecnológica de cada época.